# Palazzo Dazzi
Il Palazzo Dazzi, noto anche come Palazzo Corradi Cervi, è un edificio dalle forme neoclassiche, situato in strada della Repubblica 44 a Parma.

## Storia
Il palazzo fu costruito sul luogo di edifici preesistenti tra il 1794 e il 1797 su progetto dell'architetto parmigiano Domenico Cossetti, allievo di Ennemond Alexandre Petitot, per volere del marchese Gian Francesco Corradi Cervi, capitano delle milizie ducali di Parma.
Nel 1832 fu posizionata nel piccolo cortile interno la statua dell'Innocenza, opera di Tommaso Bandini, su una fontana con vasca marmorea.
Nel corso del XIX secolo il palazzo fu acquistato dalla famiglia Dazzi.

## Descrizione

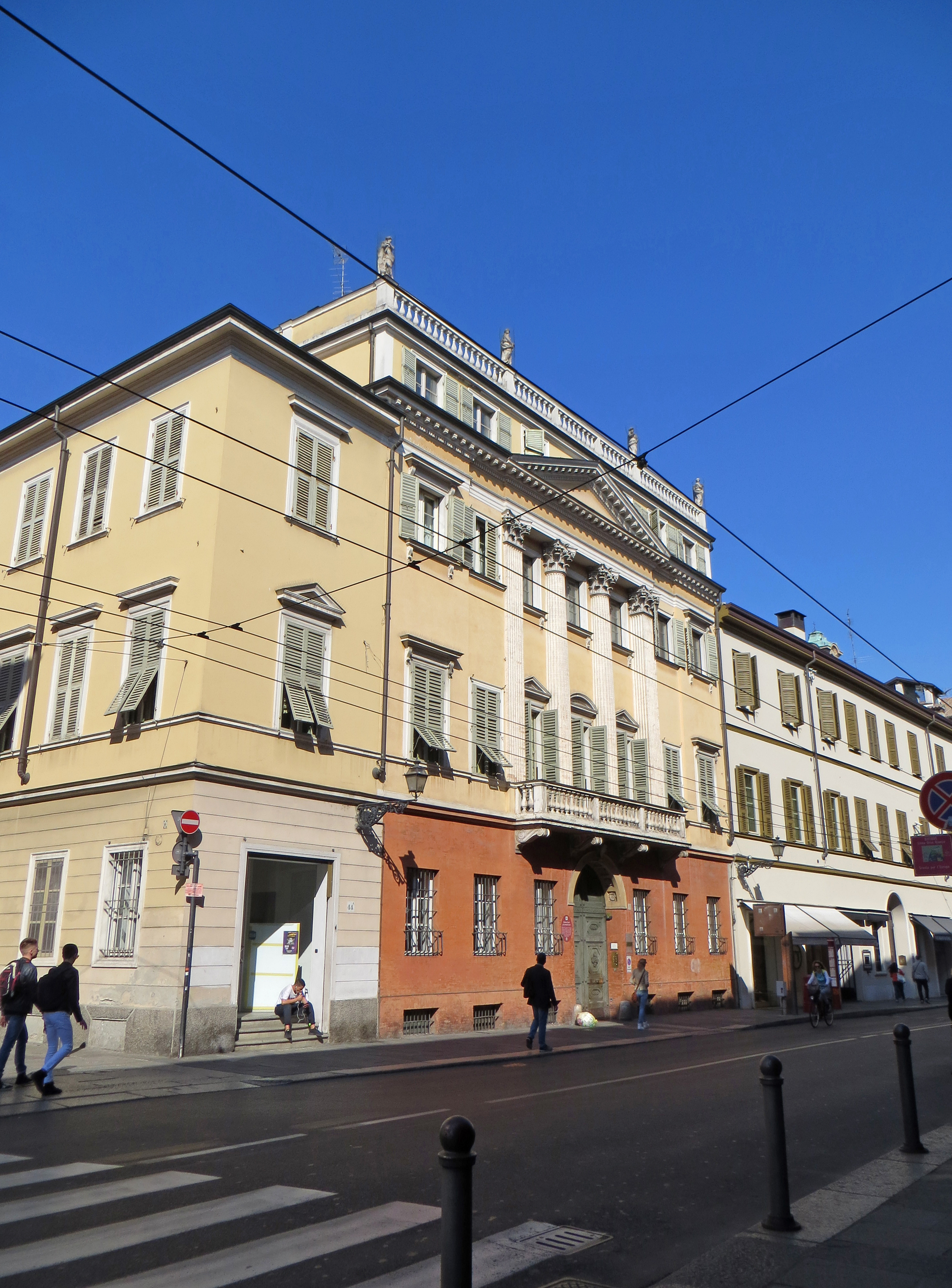
Facciata

Il palazzo si sviluppa su una pianta rettangolare, all'angolo con strada Petrarca.
La facciata principale, rigorosamente simmetrica, è caratterizzata dall'elegante balcone balaustrato del piano nobile, su cui si innalza l'ordine gigante di due colonne e due lesene scanalate con capitelli corinzi, a sostegno del cornicione e del timpano; tra la colonne ed ai lati si aprono numerose finestre incorniciate; al di sopra dell'elaborato cornicione si apre un ulteriore terzo piano, con piccole finestre, coronato da un terrazzo balaustrato su cui poggiano quattro statue.
La facciata laterale, seppur più spoglia, presenta analoga armoniosità nella successione delle aperture e delle finestre incorniciate.
Attraversando l'alto portale d'ingresso, si apre una lunga galleria prospettica, caratterizzata dalla volta a botte cassettonata, arricchita da stucchi neoclassici, che conduce al piccolo cortile interno, ove ancora è posizionata l'antica fontana con la statua dell'Innocenza.